# Bobby Lohse
Bobby Roy Lohse (* 3. Februar 1958 in Mölndal) ist ein ehemaliger schwedischer Segler.

## Erfolge
Bobby Lohse, der Mitglied im Göteborgs Kungliga Segelsällskap war, nahm an den Olympischen Spielen 1992 in Barcelona und 1996 in Atlanta mit Hans Wallén in der Bootsklasse Star teil. 1992 beendeten sie die Regatta mit 65 Punkten auf dem fünften Platz. Mit 29 Punkten belegten sie vier Jahre darauf hinter den Olympiasiegern aus Brasilien, Torben Grael und Marcelo Ferreira, und vor den Australiern Colin Beashel und David Giles den zweiten Platz, womit sie die Silbermedaille gewannen. Dazwischen sicherten sie sich bei der Weltmeisterschaft 1993 in Kiel ebenfalls im Starboot Silber.